# Лайонс, Дженнифер
Дже́ннифер Ла́йонс (англ. Jennifer Lyons; 6 августа 1977, Пасадина, Калифорния, США) — американская актриса

.

## Биография и карьера
Дженнифер Лайонс родилась 6 августа 1977 года в Пасадине (штат Калифорния, США) в семье гитариста фламенко и директора, а её бабушки и дедушки были исполнителями водевиля. Её творческие способности были очевидны с самого раннего возраста, когда она танцевала для своей семьи, в то время как её отец играл на гитаре. Она продолжала заниматься танцами 17 лет и выступала в Европе и Китае. Любовь к сцене привела её в музыкальный театр в средней школе и колледже.
Лайонс начала активно сниматься на телевидении в 1995 году («Беверли-Хиллз, 90210», «Отступник», «Высокий прилив»). В том же году она получила одну из своих самых известный ролей Джой в телесериале «Калифорнийские мечты», в котором играла до 1996 года.
В приключенческом фильме «Сердце тигра» (1996) она сыграла одну из главных ролей. После нескольких ролей второго плана и гостевых ролей в телесериалах, она сыграла в комедии «Tequila Body Shots» в 1999 году.
В триллере «Жертва дьявола» (2001) она сыграла вместе с Еленой Лайонс. Среди других её работ роли в комедиях «Соседки» (2004) и «Святой под прикрытием» (2010). В 2006 году сыграла Сесиль в телесериале «Отчаянные домохозяйки». Играла в телесериале «Главный госпиталь».

## Избранная фильмография
| Год       |   | Русское название                      | Оригинальное название                         | Роль                      |
| --------- | - | ------------------------------------- | --------------------------------------------- | ------------------------- |
| 1995      | с | Беверли-Хиллз, 90210                  | Beverly Hills, 90210                          | Наставница № 2            |
| 1995      | с | Отступник                             | Renegade                                      | Полли                     |
| 1996      | ф | Сердце тигра                          | Tiger Heart                                   | Стефани                   |
| 1996      | с | Женаты… с детьми                      | Married… with Children                        | Ариэль                    |
| 1997      | с | Нед и Стейси                          | Ned and Stacey                                | Элис                      |
| 1997      | с | Несчастливы вместе                    | Unhappily Ever After                          | Эрика                     |
| 1997      | с | Шаг за шагом                          | Step by Step                                  | Болельщица № 1            |
| 1998      | ф | Не могу дождаться                     | Can't Hardly Wait                             | Девушка № 3               |
| 1998      | с | Дарма и Грег                          | Dharma & Greg                                 | Бриттани                  |
| 1999      | ф | Король футбола                        | Soccer Dog: The Movie                         | Шана                      |
| 1999      | с | Китайский городовой                   | Martial Law                                   | Эми                       |
| 1999—2001 | с | Шоу 70-х                              | That '70s Show                                | Пэм Мейси                 |
| 2003      | с | Детектив Монк                         | Monk                                          | Бетани Дэниелс            |
| 2003      | ф | Переполох в общаге                    | National Lampoon Presents Dorm Daze           | Линн                      |
| 2004      | с | Лас-Вегас                             | Las Vegas                                     | Робин                     |
| 2004      | с | Морская полиция: Спецотдел            | NCIS                                          | Зои                       |
| 2005      | с | Малкольм в центре внимания            | Malcolm in the Middle                         | Стриптизёрша              |
| 2006      | с | Отчаянные домохозяйки                 | Desperate Housewives                          | стриптизёрша Сесиль       |
| 2006      | в | Переполох в общаге 2: Семестр на море | National Lampoon’s Dorm Daze 2: College @ Sea | Линн                      |
| 2008      | ф | Убийственная хата                     | Killer Pad                                    | Барби                     |
| 2009      | ф | Трансильмания                         | Transylmania                                  | Линн                      |
| 2010      | с | Главный госпиталь                     | General Hospital                              | Дженнифер                 |
| 2011      | с | Трудоголики                           | Workaholics                                   | Джесс                     |
| 2012      | ф | Новый Человек-паук                    | The Amazing Spider-Man                        | Вторая девушка (Подземка) |